# San Marcos Mesoncito
San Marcos Mesoncito är en ort i Mexiko.   Den ligger i kommunen Putla Villa de Guerrero och delstaten Oaxaca, i den sydöstra delen av landet, 290 km sydost om huvudstaden Mexico City. San Marcos Mesoncito ligger 1 208 meter över havet och antalet invånare är 180.
Terrängen runt San Marcos Mesoncito är bergig norrut, men söderut är den kuperad. Runt San Marcos Mesoncito är det ganska glesbefolkat, med 32 invånare per kvadratkilometer. Närmaste större samhälle är Putla Villa de Guerrero, 11,4 km sydväst om San Marcos Mesoncito. I omgivningarna runt San Marcos Mesoncito växer huvudsakligen savannskog.